# Laila Lalami
Laila Lalami (Arabisch: ليلى العلمي; Rabat, 1968) is een Marokkaans-Amerikaans schrijfster en hoogleraar. Voor haar boek The Moor's Account werd ze in 2014 genomineerd voor de Pulitzerprijs.

## Biografie
Laila Lalami werd geboren in Rabat in een arbeidersgezin. Thuis sprak ze Marokkaans-Arabisch en op school leerde ze het standaard Arabisch en Frans. Ze behaalde een Licence ès Lettres aan de Mohammed V-universiteit in Rabat. Ze verkreeg vervolgens via de British Council de mogelijkheid om in het Verenigd Koninkrijk verder te studeren. Ze behaalde aan de University College London haar master in taalkunde en vervolgens verhuisde Lailami in 1992 naar Los Angeles om aan de University of Southern California haar PhD te halen. In haar werk werd ze beïnvloed door de ideeën van Edward Said.
Ze begon in 1996 met het schrijven van fictie en non-fictie. Haar eerste boek, Hope and Other Dangerous Pursuits, werd in 2005 gepubliceerd. In september 2014 kwam haar boek The Moor's Acoount uit en voor dit boek won Lailami de American Book Award en werd ze genomineerd voor de Pulitzerprijs voor fictie. Ze is aan de Universiteit van Californië - Riverside verbonden als professor creative writing.

### Fictie
- Hope and Other Dangerous Pursuits (2005)
- Secret Son (2009), vertaald onder de titel De geheime zoon (2009)
- The Moor's Account (2014), vertaald onder de titel La Florida (2020)
- The Other Americans (2019)
- The Dream Hotel (2025)

### Non-fictie
- Conditional Citizens: On Belonging in America (2020)

### Korte verhalen
- "How I Became My Mother's Daughter" (2009)